# Лукашевский сельский совет (Харьковская область)
Лукашевский сельский совет — входит в состав Близнюковского района Харьковской области Украины.
Административный центр сельского совета находится в селе Лукашовка.

## История
- 1967 — дата образования.
- После 17 июля 2020 года в рамках административно-территориальной реформы по новому делению Харьковской области[2][3] данный сельский совет, как и весь Близнюковский район Харьковской области, был упразднён; входящие в совет населённые пункты и его территории присоединены к … территориальной общине Лозовского(?) района.
- Сельсовет просуществовал 53 года.

## Населённые пункты совета
- село Лукашовка
- село Водолажское
- село Водяное (большое)
- село Водяное (малое)
- село Анно-Рудаево
- село Дмитровка
- село Катериновка
- село Ладное
- село Миролюбовка
- село Сергеева Балка
- село Степовое